# KV Heerenveen
KV Heerenveen is een Nederlandse korfbalvereniging uit het gelijknamige Heerenveen.
De club is een fusievereniging van twee oudere clubs en bestaat sinds 2010.

## Fusie
KV Heerenveen is in 2010 ontstaan uit :
Blauw-Wit (Heerenveen)
Opgericht op 9 juli 1930 en vernoemd naar de kleuren uit de Friese vlag.
Driehoek (Mildam/Katlijk)
Opgericht op 12 oktober 1946 en is vernoemd naar de locatie van het speelveld. Dit was namelijk gelegen vlak bij een kruispunt van drie wegen tussen Mildam en Katlijk dat ook wel de driehoek werd genoemd.

## Voor de fusie
Van de 2 clubs waar KV Heerenveen uit is ontstaan was Blauw-Wit de club met de meeste ervaring op het hoogste niveau. Blauw-Wit speelde vele jaren in de Hoofdklasse van het Nederlands korfbal en bracht via eigen opleiding ook topspelers voort, zoals Michiel Gerritsen en Marjan de Jong. De club werd ondanks het hoge niveau nooit kampioen van Nederland.

## Niveau
In 2021-2022 speelt Heerenveen op het veld in de Hoofdklasse, wat 1 klasse lager is dan de Ereklasse.